# Scaptius asteroides
Scaptius asteroides là một loài bướm đêm thuộc phân họ Arctiinae, họ Erebidae.